# Certonotus flaviceps
Certonotus flaviceps là một loài tò vò trong họ Ichneumonidae.